# Isaipriya
Shoba également connue sous le nom de Shobana Dharmaraja (communément appelée Isaipriya ou Isaippiriya ; 1982–2009) était une journaliste tamoule srilankaise et une diffuseuse de télévision pour les Tigres de libération de l'Eelam tamoul. Elle est décédée dans les derniers jours de la guerre civile du Sri Lanka en 2009 avec des preuves vidéo qu'elle a été capturée par l'armée srilankaise avant d'être violée, torturée et assassinée,. Un haut responsable de l'Organisation des Nations unies a jugé que les images étaient authentiques. Amnesty International et Human Rights Watch ont également vérifié qu'il s'agissait bien d'elle.
Un biopic sur elle, Porkalathil Oru Poo (en) a été interdit en Inde car cela nuirait aux relations amicales avec le Sri Lanka.

## Jeunesse et famille
Shoba est née en 1982 et est originaire de l'île de Delft,. Elle a fait ses études à l'école Memorial et au lycée de filles Vembadi (en),. Sa famille a déménagé au Vanni en 1995 après avoir été chassée de chez elle par l'opération Riviresa (en), l'opération de l'armée srilankaise visant à reprendre la péninsule de Jaffna. Shoba a poursuivi ses études au Vanni avant de rejoindre les rebelles des Tigres de libération de l'Eelam tamoul.
Shoba a épousé un cadre des LTTE en 2007 et a eu une petite fille. Sa fille Akal a été tuée par un bombardement de l'armée de l'air srilankaise le 15 mars 2009,,. Son mari a également été tué dans les derniers mois de la guerre civile en 2009.

## Carrière
Selon le site Internet TamilNet (en) et les amis de Shoba, elle souffrait d'une cardiopathie valvulaire rhumatismale et, à ce titre, n'a fourni aucun service militaire aux LTTE,. Au lieu de cela, Shoba a travaillé, sous le nom de scène Isaipriya, en tant que journaliste et diffuseur pour la station de télévision Oliveechchu des LTTE à Kilinochchi,. Elle était également actrice, chanteuse et danseuse.

## Décès
Selon l'armée srilankaise, Isaipriya, qu'elle décrit comme le « lieutenant-colonel Issei Piriya », a été tué au combat par la 53e division le 18 mai 2009,,. Cependant, selon TamilNet, Isaipriya avait été bénévole à l'hôpital de fortune de Mullivaikkal jusqu'au 8 mai 2009 et s'était retrouvé dans les camps d'internement du district de Vavuniya,. TamilNet affirme qu'Isaipriya et une autre femme ont été emmenées des camps par l'armée srilankaise les 23 et 24 mai 2009.
Le 30 novembre 2010, Channel 4 News a diffusé des séquences vidéo qui auraient montré des soldats srilankais exécutant sommairement des Tamouls capturés dans la phase finale de la guerre civile. La vidéo montrait un certain nombre de cadavres, dont une femme nue avec les mains derrière le dos. Cette femme a ensuite été identifiée comme Isaipriya par plusieurs sources,,,,. Une voix singhalaise hors caméra est entendue dans la même vidéo disant « Je voudrais encore la baiser » dans le segment montrant les cadavres nus d'Isaipriya et Ushalini Gunalingam.
Un témoin trouvé par Human Rights Watch affirme avoir vu Isaipriya le 15 mai 2009 portant les mêmes vêtements qui étaient à côté d'elle dans la vidéo de Channel 4 News. Il y avait des signes qu'elle pourrait avoir été agressée sexuellement.
Le 31 octobre 2013, Channel 4 News a diffusé de nouvelles séquences vidéo montrant Isaipriya vivant et sous la garde de l'armée srilankaise. Elle est montrée à moitié nue et désorientée, et les soldats srilankais pensent d'abord qu'elle est Dwaraka, fille du chef des LTTE Velupillai Prabhakaran,. Des photographies sont également montrées d'Isaipriya allongée dans un fossé, peut-être morte, avec une entaille sur le visage et des signes clairs d'agression sexuelle,. Selon les avocats, le « meurtre » d'Isaipriya par l'armée srilankaise constitue un crime de guerre.
La famille d'Isaipriya n'était pas au courant de sa capture et de son meurtre jusqu'à la diffusion de Channel 4 News. Sa mère a déclaré à Channel 4 News qu'elle avait toujours pensé qu'Isaipriya avait été tuée par des bombardements,. Sa mère et ses sœurs ont demandé l'asile politique au Royaume-Uni.
La vidéo de Channel 4 News a encore plus irrité les partis tamouls indiens et dégoûté les ministres du Congrès du ministres du gouvernement (en) du Tamil Nadu et qui avaient passé le 24 octobre 2013 une résolution unanime demandant au gouvernement indien de boycotter la réunion des chefs de gouvernement du Commonwealth 2013 (en). Le Premier ministre indien Manmohan Singh a annoncé sa décision de ne pas participer à l'événement en raison des pressions exercées par le parti tamoul régional concernant le bilan présumé du Sri Lanka en matière de droits humains.
En mai 2022, des manifestants à Colombo ont appelé à la justice pour Isaipriya à l'occasion de l'anniversaire des 40 ans de sa naissance.